# Marinus den Ouden
Marinus Petrus Antonius den Ouden (Oud en Nieuw Gastel, 21 augustus 1909 – Hoengsong, 12 februari 1951) was een Nederlands militair. Ten tijde van de Koreaanse Oorlog was hij commandant van het Nederlands Detachement Verenigde Naties. Den Ouden sneuvelde bij de verdediging van de commandopost van zijn bataljon. Voor zijn daden werd hij op 14 april 1951 postuum tot ridder 4e klasse in de Militaire Willems-Orde benoemd.

## Biografie
Na tot officier te zijn opgeleid aan de Koninklijke Militaire Academie werd hij bij Gouvernementsbesluit van 31 juli 1932 benoemd tot tweede luitenant der infanterie bij het Koninklijk Nederlandsch-Indisch Leger.
Na de Tweede Wereldoorlog diende hij onder meer bij het Korps Speciale Troepen in Indië en later bij het 1e Bataljon Oorlogsvrijwilligers Jagers van de Koninklijke Landmacht. In die hoedanigheid meldde hij zich in 1950 vrijwillig om te dienen bij het Nederlands Detachement Verenigde Naties (NDVN), de Nederlandse landmachteenheid die werd opgericht met als doel om deel te nemen aan de Koreaanse Oorlog. Op 21 oktober 1950 werd hij tijdelijk bevorderd tot luitenant-kolonel en aangesteld als commandant van dit detachement.
Op 26 oktober 1950 scheepte het NDVN zich in en vertrok met het troepentransportschip Zuiderkruis naar Korea, waarna het op 23 november aankwam in Busan. Van een aanvullende opleiding die het bataljon daar zou volgen kwam weinig terecht, wegens de hevige gevechten werd Den Ouden met zijn eenheid al na een week naar het front gestuurd. Vanaf half december werd het NDVN ingedeeld bij het 38th Regiment van de 2nd "Indian Head" Division en kreeg het de eerste operationele opdrachten: het opsporen van Noord-Koreaanse infiltranten achter het front.
Het NDVN nam deel aan de Operation Roundup die op 5 februari 1951 begon. Deze operatie had tot doel de Noord-Koreanen en Chinezen terug te dringen. Deze zetten echter op 11 februari de tegenaanval in. In de daaropvolgende chaos sloegen Zuid-Koreaanse troepen op de vlucht en Amerikaanse troepen, waaronder ook het NDVN, probeerden zich langs de weg Hongchon-Hoengson vechtend terug te trekken. Het NDVN kreeg hierbij de opdracht om de terugtocht te dekken. Op 12 februari slaagden Chinese troepen er dankzij een gat in de verdediging echter in om de commandopost van het NDVN aan te vallen. Vijftien personen, onder wie Den Ouden, sneuvelden daarbij. Zijn plaatsvervanger, majoor Eekhout, nam daarop het commando over en leverde direct met de rest van het bataljon strijd om "heuvel 325".
Net als de meeste andere in Korea gesneuvelde Nederlandse militairen werd Den Ouden begraven op het United Nations Memorial Cemetery te Busan. Postuum werd hij voor zijn daden benoemd tot Ridder 4e klasse in de Militaire Willems Orde. Tevens ontving hij postuum de Amerikaanse Silver Star en de Nederlandse Prins Mauritsmedaille en werd hij door België benoemd tot Officier in de Kroonorde en ontving hij tevens het Belgische Oorlogskruis. Ook werden er straten naar hem vernoemd: zowel Utrecht als Aerdenhout kennen een "Overste den Oudenlaan", en Schoonhoven heeft een Overste Den Oudenstraat.

## Onderscheidingen
- Ridder vierde klasse der Militaire Willems Orde (postuum)
- Oorlogsherinneringskruis
- Ereteken voor Orde en Vrede
- Kruis voor Recht en Vrijheid (postuum)
- Onderscheidingsteken voor Langdurige Dienst als officier
- Kruis voor betoonde marsvaardigheid
- Prins Maurits-medaille (postuum)
- Koreamedaille van de Verenigde Naties (postuum)
- Officier in de Kroonorde (postuum)
- Croix de Guerre met palm
- Silver Star (postuum)
- Koreaanse Orde van Militaire Verdienste 2e klasse (postuum)